# Honda Performance Development
Honda Performance Development är ett dotterbolag till den japanska biltillverkaren Honda som utvecklar motorer och chassin för Hondas satsningar inom amerikansk bilsport.
Honda Performance Development grundades 1993 för att bygga motorer till Champ Car och senare IndyCar Series. Till säsongen 2007 tog HPD fram en sportvagnsprototyp till American Le Mans Series under märkesnamnet Acura. Sedan 2010 används istället namnet HPD.

## Bilder

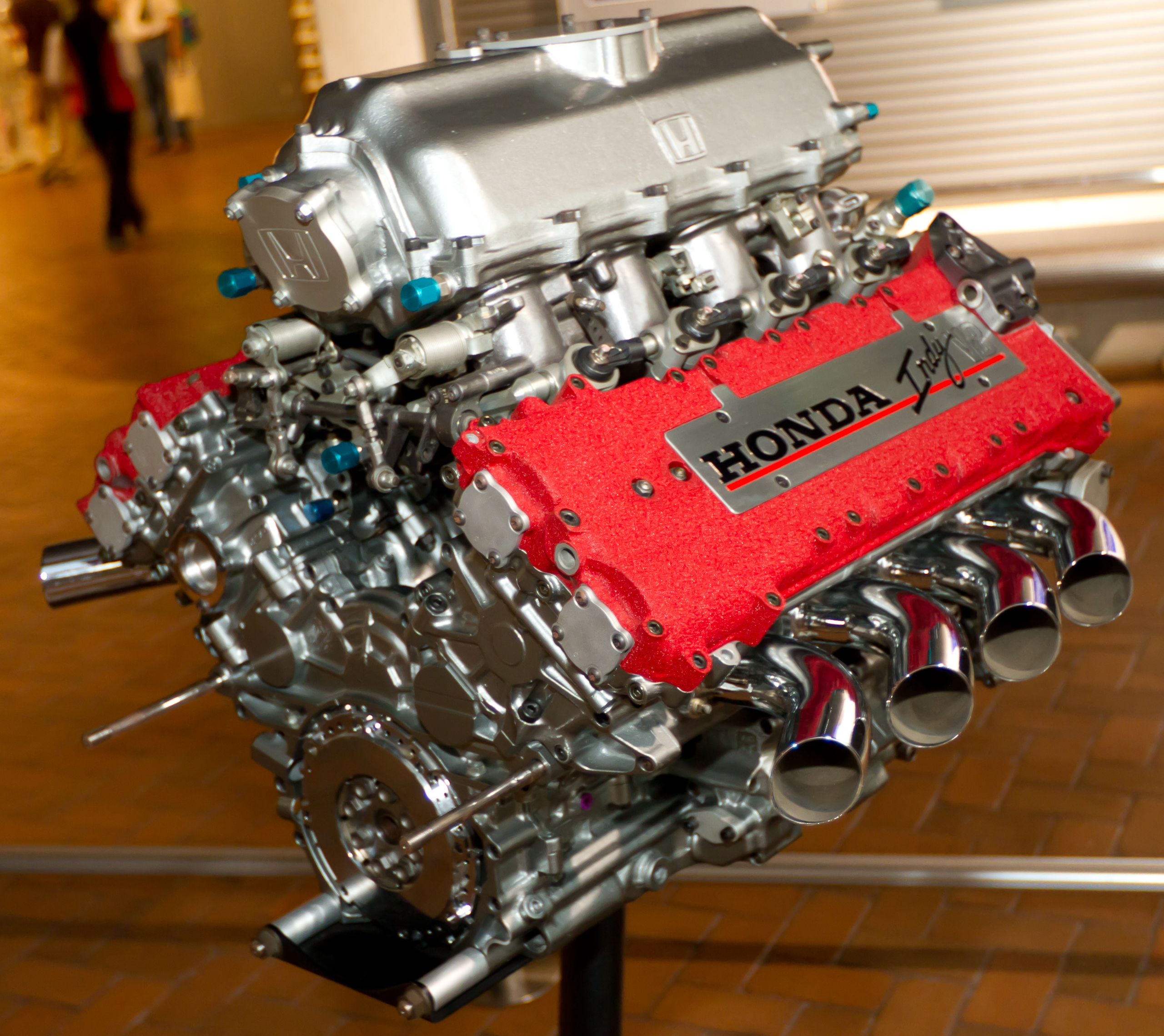
Honda HRX Indy-motor 1994
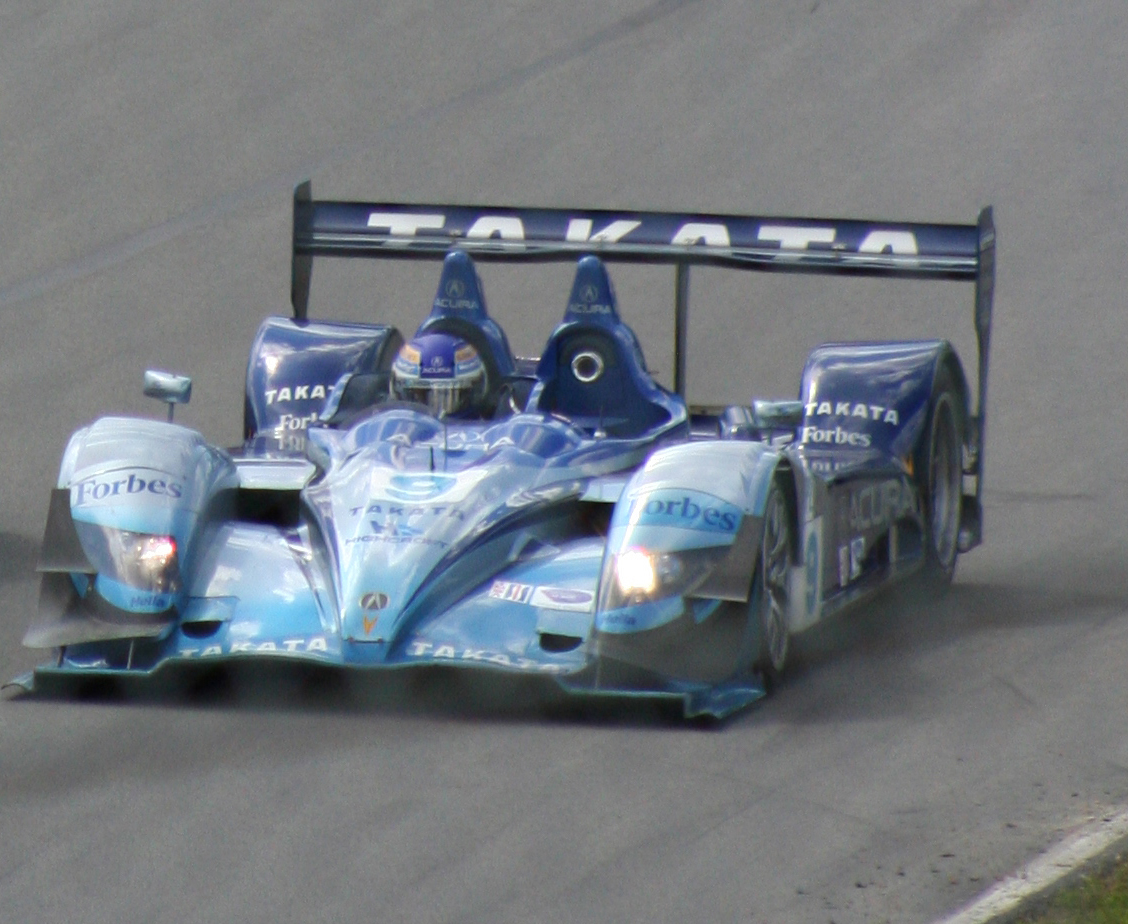
Acura ARX-01a 2007